# Мэры и главы правительства Буэнос-Айреса
Должность мэра, или интенданта Буэнос-Айреса (исп. Intendente de Buenos Aires) появилась в 1883 году после того как, в результате так называемой федерализации Буэноса-Айреса, город был отделён от одноимённой провинции Аргентины. Интендант назначался непосредственно президентом страны с согласия верхней палаты национального конгресса Аргентины и городского совета Буэнос-Айреса. Первым градоначальником, назначенным президентом Хулио Рока, стал консервативный политический деятель Торкуато де Альвеар. В течение XX века в стране произошло несколько государственных переворотов, из-за чего формальности при назначении мэра не всегда соблюдались, однако основной принцип оставался неизменным: глава города назначался лично президентом или действующим главой государства. Назначенный в 1994 году Карлосом Менемом Хорхе Домингес стал последним городским главой, получившим должность по указу президента.
После конституционной реформы 1994 года должность градоначальника стала выборной и получила название глава правительства города Буэнос-Айреса (исп. Jefe de Gobierno de la Ciudad de Buenos Aires). Первым избранным главой города стал будущий президент страны Фернандо де ла Руа от партии Гражданский радикальный союз. До 10 декабря 2015 года главой городского правительства являлся представитель партии «Республиканское предложение» Маурисио Макри, который был избран президентом Аргентины. Ему на смену пришли однопартийцы: Орасио Родригес Ларрета (2015—2023) и Хорхе Макри (с 2023).

## Список

### Интенданты (1883—1996)
| №  | Портрет | Фамилия                                                                 | Политическая принадлежность | Срок полномочий       | Срок полномочий       | Срок полномочий | Президент                               |
| №  | Портрет | Фамилия                                                                 | Политическая принадлежность | Вступил в должность   | Покинул должность     | Дни             | Президент                               |
| -- | ------- | ----------------------------------------------------------------------- | --------------------------- | --------------------- | --------------------- | --------------- | --------------------------------------- |
| 1  |         | Торкуато де Альвеар Torcuato de Alvear 1822—1890                        | Автономист                  | 10 мая 1883 года      | 10 мая 1887 года      | 1461            | Хулио Рока (1880—1886)                  |
| 2  |         | Антонио Креспо Antonio Crespo (1851—1893)                               |                             | 14 мая 1887 года      | 14 августа 1888 года  | 458             | Мигель Хуарес Сельман (1886—1890)       |
| 3  |         | Гильермо Кренуэлл Guillermo Cranwell (1841—1909)                        | Автономист                  | 14 августа 1888 года  | 10 мая 1889 года      | 269             | Мигель Хуарес Сельман (1886—1890)       |
| 4  |         | Франсиско Зебер Francisco Seeber (1841—1913)                            | Автономист                  | 10 мая 1889 года      | 4 июня 1890 года      | 390             | Мигель Хуарес Сельман (1886—1890)       |
| 5  |         | Франсиско Боллини Francisco Bollini (1848—1921)                         |                             | 22 июня 1890 года     | 31 октября 1892 года  | 862             | Карлос Пеллегрини (1890—1892)           |
| 6  |         | Хуан Хосе Монтес де Ока Juan José Montes de Oca (?—?) временно          |                             | 31 октября 1892 года  | 7 ноября 1892 года    | 7               | Луис Саэнс Пенья (1892—1895)            |
| 7  |         | Мигель Кане Miguel Cané (1851—1905)                                     | Автономист                  | 7 ноября 1892 года    | 7 июня 1893 года      | 212             | Луис Саэнс Пенья (1892—1895)            |
| 8  |         | Федерико Пинедо Federico Pinedo (1855—1929)                             | Автономист                  | 20 июня 1893 года     | 20 августа 1894 года  | 426             | Луис Саэнс Пенья (1892—1895)            |
| 9  |         | Эмилио Бунхе Emilio Bunge (1837—1909)                                   |                             | 14 сентября 1894 года | 12 сентября 1896 года | 729             | Луис Саэнс Пенья (1892—1895)            |
| 10 |         | Франсиско Алькобендас Francisco Alcobendas (1838—1911)                  | Националист                 | 12 сентября 1896 года | 14 сентября 1898 года | 732             | Хосе Эваристо Урибуру (1895—1898)       |
| 11 |         | Мартин Бьедма Martín Biedma (1872—1910) временно                        | Автономист                  | 14 сентября 1898 года | 20 октября 1898 года  | 36              | Хосе Эваристо Урибуру (1895—1898)       |
| 12 |         | Адольфо Булрих Adolfo Bullrich (1833—1904)                              | Автономист                  | 20 октября 1898 года  | 20 октября 1902 года  | 1460            | Хулио Рока (1898—1904)                  |
| 13 |         | Альберто Касарес Alberto Casares (1855—1906)                            | Автономист                  | 20 октября 1902 года  | 20 октября 1904 года  | 731             | Хулио Рока (1898—1904)                  |
| 14 |         | Карлос Росети Carlos Roseti (1848—1906)                                 | Автономист                  | 20 октября 1904 года  | 16 марта 1906 года    | 512             | Мануэль Кинтана (1904—1906)             |
| 15 |         | Мануэль Обаррио Manuel Obarrio (1836—1918) временно                     |                             | 16 марта 1906 года    | 22 марта 1906 года    | 6               | Хосе Фигероа Алькорта (1906—1910)       |
| 16 |         | Альберто Касарес Alberto Casares (1855—1906)                            | Автономист                  | 22 марта 1906 года    | 9 ноября 1906 года    | 232             | Хосе Фигероа Алькорта (1906—1910)       |
| 17 |         | Мануэль Обаррио Manuel Obarrio (1836—1918) временно                     |                             | 10 ноября 1906 года   | 7 февраля 1907 года   | 89              | Хосе Фигероа Алькорта (1906—1910)       |
| 18 |         | Карлос Торквато де Альвеар Carlos Torcuato de Alvear (1860—1931)        | Автономист                  | 8 февраля 1907 года   | 7 января 1908 года    | 333             | Хосе Фигероа Алькорта (1906—1910)       |
| 19 |         | Мануэль Гуиральдес Manuel Güiraldes (1857—1941)                         | Автономист                  | 25 января 1908 года   | 12 октября 1910 года  | 991             | Хосе Фигероа Алькорта (1906—1910)       |
| 20 |         | Хоакин де Анчорена Joaquín de Anchorena (1876—1961)                     | Националист                 | 22 октября 1910 года  | 24 октября 1914 года  | 1463            | Роке Саэнс Пенья (1910—1914)            |
| 21 |         | Энрике Паласио Enrique Palacio (?—?)                                    |                             | 26 октября 1914 года  | 23 февраля 1915 года  | 120             | Викторино де ла Пласа (1914—1916)       |
| 22 |         | Артуро Грамахо Arturo Gramajo (1860—1934)                               |                             | 23 февраля 1915 года  | 14 ноября 1916 года   | 630             | Викторино де ла Пласа (1914—1916)       |
| 23 |         | Хоакин Льямбиас Joaquín Llambías (1868—1931)                            | Радикал                     | 14 ноября 1916 года   | 14 ноября 1919 года   | 1095            | Иполито Иригойен (1916—1922)            |
| 24 |         | Сатурнино Гарсия Анидо Saturnino García Anido (?—?) временно            | Радикал                     | 15 ноября 1919 года   | 3 декабря 1919 года   | 18              | Иполито Иригойен (1916—1922)            |
| 25 |         | Хосе Луис Кантило José Luis Cantilo (1871—1944)                         | Радикал                     | 5 декабря 1919 года   | 25 октября 1921 года  | 690             | Иполито Иригойен (1916—1922)            |
| 26 |         | Хуан Бартнече Juan Bartneche (1871—1922)                                | Радикал                     | 26 октября 1921 года  | 13 октября 1922 года  | 352             | Иполито Иригойен (1916—1922)            |
| 27 |         | Верхилио Тедин Урибуру Virgilio Tedín Uriburu (1879—1939) временно      |                             | 13 октября 1922 года  | 15 октября 1922 года  | 2               | Марсело Торкуато де Альвеар (1922—1928) |
| 28 |         | Карлос Ноэль Carlos Noël (1886—1941)                                    | Антиперсоналист             | 16 октября 1922 года  | 3 мая 1927 года       | 1660            | Марсело Торкуато де Альвеар (1922—1928) |
| 29 |         | Хорасио Каско Horacio Casco (1868—1931)                                 | Антиперсоналист             | 3 мая 1927 года       | 12 октября 1928 года  | 528             | Марсело Торкуато де Альвеар (1922—1928) |
| 30 |         | Адриан Фернандес Каско Adrián Fernández Casco (?—?) временно            |                             | 12 октября 1928 года  | 14 ноября 1930 года   | 763             | Иполито Иригойен (1928—1930)            |
| 31 |         | Хосе Луис Кантило José Luis Cantilo (1871—1944)                         | Радикал                     | 15 ноября 1928 года   | 6 сентября 1930 года  | 660             | Иполито Иригойен (1928—1930)            |
| 32 |         | Хосе Геррико José Guerrico (1863—1933)                                  |                             | 18 сентября 1930 года | 20 февраля 1932 года  | 520             | Хосе Феликс Урибуру (1930—1932)         |
| 33 |         | Ромуло Наон Rómulo Naón (1875—1941)                                     | Антиперсоналист             | 20 февраля 1932 года  | 19 ноября 1932 года   | 273             | Агустин Педро Хусто (1932—1938)         |
| 34 |         | Мариано де Ведья и Митре Mariano de Vedia y Mitre (1881—1958)           | Консерватор                 | 19 ноября 1932 года   | 19 февраля 1938 года  | 1918            | Агустин Педро Хусто (1932—1938)         |
| 35 |         | Артуро Гойенече Arturo Goyeneche (1877—1940)                            | Антиперсоналист             | 20 февраля 1938 года  | 26 ноября 1940 года   | 1010            | Роберто Мария Ортис (1938—1942)         |
| 36 |         | Рауль Саваресе Raúl Savarese (?—?)                                      | Радикал                     | 26 ноября 1940 года   | 6 декабря 1940 года   | 10              | Рамон Кастильо (1942—1943)              |
| 37 |         | Карлос Альберто Пуэйрредон Carlos Alberto Pueyrredón (1887—1962)        | Национал-демократ           | 6 декабря 1940 года   | 11 июня 1943 года     | 917             | Рамон Кастильо (1942—1943)              |
| 38 |         | Эрнесто Падилья Ernesto E. Padilla (1873—1951) временно                 |                             | 12 июня 1943 года     | 15 июня 1943 года     | 3               | Педро Пабло Рамирес (1943—1944)         |
| 39 |         | Басилио Пертине Basilio Pertiné (1879—1963)                             | Военный                     | 15 июня 1943 года     | 5 апреля 1944 года    | 295             | Педро Пабло Рамирес (1943—1944)         |
| 40 |         | Сесар Качча César Caccia (?—?)                                          |                             | 12 апреля 1944 года   | 3 июня 1946 года      | 782             | Эдельмиро Хулиан Фаррель (1944—1946)    |
| 41 |         | Эмилио Сири Emilio Siri (1882—1976)                                     | Перонист                    | 6 июня 1946 года      | 16 ноября 1949 года   | 1259            | Хуан Доминго Перон (1946—1955)          |
| 42 |         | Хуан Дебенедетти Juan Debenedetti (?—?)                                 | Перонист                    | 26 ноября 1949 года   | 19 февраля 1952 года  | 815             | Хуан Доминго Перон (1946—1955)          |
| 43 |         | Хорхе Сабате Jorge Sabaté (1897—1991)                                   | Перонист                    | 20 февраля 1952 года  | 26 октября 1954 года  | 979             | Хуан Доминго Перон (1946—1955)          |
| 44 |         | Бернардо Гаго Bernardo Gago (?—?)                                       | Перонист                    | 27 октября 1954 года  | 23 сентября 1955 года | 331             | Хуан Доминго Перон (1946—1955)          |
| 45 |         | Мигель Мадеро Miguel Madero (1896—?)                                    |                             | 26 сентября 1955 года | 8 июня 1956 года      | 256             | Эдуардо Лонарди (1955)                  |
| 46 |         | Луис Мария де ла Торре Кампос Luis María de la Torre Campos (1890—1975) | Прогрессист                 | 8 июня 1956 года      | 25 января 1957 года   | 231             | Педро Эухенио Арамбуру (1955—1958)      |
| 47 |         | Эдуардо Бергалли Eduardo Bergalli (?—?) временно                        | Радикал                     | 26 января 1957 года   | 18 сентября 1957 года | 235             | Педро Эухенио Арамбуру (1955—1958)      |
| 48 |         | Эрнесто Флорит Ernesto Florit (?—?)                                     | Военный                     | 20 сентября 1957 года | 1 мая 1958 года       | 223             | Педро Эухенио Арамбуру (1955—1958)      |
| 49 |         | Роберто Этчепареборда Roberto Etchepareborda (1923—1985) временно       | Радикал-непримиримый        | 1 мая 1958 года       | 13 мая 1958 года      | 12              | Артуро Фрондиси (1958—1962)             |
| 50 |         | Эрнан Хиральт Hernán Giralt (1910—1965)                                 | Радикал-непримиримый        | 14 мая 1958 года      | 25 июня 1962 года     | 1503            | Артуро Фрондиси (1958—1962)             |
| 51 |         | Альберто Пребиш Alberto Prebisch (1899—1970)                            | Независимый                 | 26 июня 1962 года     | 12 октября 1963 года  | 473             | Хосе Мария Гуидо (1962—1963)            |
| 52 |         | Карлос Риу Carlos Riú (?—?)                                             |                             | 12 октября 1963 года  | 15 октября 1966 года  | 1099            | Артуро Умберто Ильиа (1963—1966)        |
| 53 |         | Франсиско Рабаналь Francisco Rabanal (1906—1982)                        | Радикал-народник            | 17 октября 1963 года  | 28 июня 1966 года     | 985             | Артуро Умберто Ильиа (1963—1966)        |
| 54 |         | Эухенио Скеттини Eugenio Schettini (1913—?)                             | Военный                     | 6 июля 1966 года      | 6 сентября 1967 года  | 427             | Хуан Карлос Онганиа (1966—1970)         |
| 55 |         | Мануэль Ирисибар Manuel Iricíbar (1916—1989)                            | Военный                     | 8 сентября 1967 года  | 1 марта 1971 года     | 1270            | Хуан Карлос Онганиа (1966—1970)         |
| 56 |         | Томас Хосе Кабальеро Tomás José Caballero (?—?)                         | Военный                     | 1 марта 1971 года     | 26 марта 1971 года    | 25              | Роберто Марсело Левингстон (1970—1971)  |
| 57 |         | Сатурнино Монтеро Руис Saturnino Montero Ruiz (1916—2001)               | Перонист                    | 31 марта 1971 года    | 25 мая 1973 года      | 786             | Алехандро Агустин Лануссе (1971—1973)   |
| 58 |         | Леопольдо Френкель Leopoldo Frenkel (р. 1947)                           | Перонист                    | 4 июня 1973 года      | 6 августа 1973 года   | 63              | Эктор Хосе Кампора (1973)               |
| 59 |         | Хуан Дебенедетти Juan Debenedetti (?—?) временно                        | Перонист                    | 7 августа 1973 года   | 27 августа 1973 года  | 20              | Рауль Альберто Ластири (1973)           |
| 60 |         | Хосе Эмбриони José Embrioni (1906—1996)                                 | Перонист                    | 30 августа 1973 года  | 23 марта 1976 года    | 936             | Рауль Альберто Ластири (1973)           |
| 61 |         | Эдуардо Креспи Eduardo Crespi (?—?) временно                            | Военный                     | 24 марта 1976 года    | 2 апреля 1976 года    | 9               | Военная хунта (1976)                    |
| 62 |         | Освальдо Каччаторе Osvaldo Cacciatore (1924—2007)                       | Военный                     | 2 апреля 1976 года    | 31 марта 1982 года    | 2189            | Хорхе Рафаэль Видела (1976—1981)        |
| 63 |         | Гильермо Хорхе дель Чоппо Guillermo Jorge del Cioppo (1930—2004)        | Девелопменталист            | 31 марта 1982 года    | 10 декабря 1983 года  | 619             | Леопольдо Галтьери (1981—1982)          |
| 64 |         | Хулио Сесар Сагьер Julio César Saguier (1935—1987)                      | Радикал                     | 10 декабря 1983 года  | 13 января 1987 года   | 1342            | Рауль Альфонсин (1983—1989)             |
| 65 |         | Факундо Суарес Ластра Facundo Suárez Lastra (род. 1954)                 | Радикал                     | 14 января 1987 года   | 8 июля 1989 года      | 906             | Рауль Альфонсин (1983—1989)             |
| 66 |         | Карлос Гроссо Carlos Grosso (род. 1943)                                 | Перонист                    | 8 июля 1989 года      | 26 октября 1992 года  | 1206            | Карлос Менем (1989—1999)                |
| 67 |         | Сауль Боуэр Saúl Bouer (род. 1937)                                      | Перонист                    | 26 октября 1992 года  | 5 сентября 1994 года  | 679             | Карлос Менем (1989—1999)                |
| 68 |         | Хорхе Домингес Jorge Domínguez (1945—2022)                              | Перонист                    | 5 сентября 1994 года  | 6 августа 1996 года   | 701             | Карлос Менем (1989—1999)                |

### Главы городского правительства (с 1996)
| № | Портрет | Фамилия                                                       | Политическая принадлежность | Срок полномочий      | Срок полномочий      | Срок полномочий |
| № | Портрет | Фамилия                                                       | Политическая принадлежность | Вступил в должность  | Покинул должность    | Дни             |
| - | ------- | ------------------------------------------------------------- | --------------------------- | -------------------- | -------------------- | --------------- |
| 1 |         | Фернандо де ла Руа Fernando de la Rúa 1937—2019               | Радикал                     | 7 августа 1996 года  | 10 декабря 1999 года | 1220            |
| 2 |         | Энрике Оливера Enrique Olivera (1940—2014)                    | Радикал                     | 10 декабря 1999 года | 7 августа 2000 года  | 241             |
| 3 |         | Анибаль Ибарра Aníbal Ibarra (род. 1958)                      | Солидарист                  | 7 августа 2000 года  | 7 марта 2006 года    | 2038            |
| 4 |         | Хорхе Телерман Jorge Telerman (род. 1955)                     | Хустисиалист                | 13 марта 2006 года   | 10 декабря 2007 года | 637             |
| 5 |         | Маурисио Макри Mauricio Macri (род. 1959)                     | Республиканец               | 10 декабря 2007 года | 10 декабря 2015 года | 2922            |
| 6 |         | Орасио Родригес Ларрета Horacio Rodríguez Larreta (род. 1965) | Республиканец               | 10 декабря 2015 года | 7 декабря 2023 года  | 2919            |
| 7 |         | Хорхе Макри Jorge Macri Jorge Macri (род. 1965)               | Республиканец               | 7 декабря 2023 года  | н. в.                | 463             |